# Le Peintre d'enseignes
Le Peintre d'enseignes (titre original : The Painter of Signs) est un roman écrit par l'auteur R. K. Narayan publié en 1976 puis traduit en français et publié par les éditions Belfond en 1994.
Ce roman se penche de façon critique sur la tradition du mariage forcé en Inde.